# جيري هاركنس
جيري هاركنس (بالإنجليزية: Jerry Harkness)‏ مواليد 7 مايو 1940 في هارلم، نيويورك، هو لاعب كرة سلة أمريكي معتزل. بدأ مسيرته الاحترافية في سنة 1963. تم اختياره من قبل فريق نيويورك نيكس خلال الدرافت. لعب مع إنديانا بايسرز. يبلغ طوله 6 قدم 2 بوصة (1.9 م). اعتزل اللعب في 1969.

## روابط خارجية
- جيري هاركنس على موقع إن بي أي (الإنجليزية)
- جيري هاركنس على موقع سبورتس رفرنس (الإنجليزية)
- جيري هاركنس على موقع كلية كرة السلة في سبورتس رفرنس.كوم (الإنجليزية)
- جيري هاركنس على موقع ريلجم (الإنجليزية)
- جيري هاركنس على موقع بروبوليرز (الإنجليزية)